# Carpodectes antoniae
El cotinga piquiamarillo (en Costa Rica) o piquiamarilla (en Panamá) (Carpodectes antoniae), también denominado cotinga de pico amarillo, es una especie de ave paseriforme de la familia Cotingidae, una de las tres pertenecientes al género Carpodectes. Es nativo de la pendiente del Pacífico de América Central, en Costa Rica y Panamá. 

## Distribución y hábitat
Los registros más septentrionales en Costa Rica son de la desembocadura del río Tárcoles y la cercana Reserva Biológica Carara. A unos 40 kilómetros al sur, se ha registrado en Parrita y el estuario cercano del río Palo Seco . La fortaleza es probablemente la zona del golfo Dulce y la península de Osa. El río Sierpe y sus estuarios son, probablemente, las principales áreas de anidación, y también se produce en Golfito, Rincón, Puerto Jiménez, y en pequeño número en los ríos Esquinas y Coto y, posiblemente, en Carara. En Panamá, ha sido registrado con poca frecuencia en la península de Burica, pero estos registros no costeros se piensa que corresponden a individuos errantes. En 1997, una población residente fue descubierta en Cerro Batipa y el adyacente manglar David, en Chiriquí , y la especie también puede ocurrir en otras zonas de manglares cercanos más pequeños, como el Refugio de Vida Silvestre Playa de la Barqueta. Hubo un avistamiento reciente al este del golfo de Montijo. En la década de 1920, un (ahora perdido) espécimen, aparentemente fue colectado cerca de Aguadulce, cerca de 200 km al este del rango actualmente conocido.
Sus hábitats naturales son los extensos manglares, los bosques de tierras bajas húmedos tropicales o subtropicales, y los matorrales adyacentes con árboles aislados, hasta los 760 m de altitud.

## Estado de conservación
El cotinga piquiamarillo había sido calificado como amenazado de extinción, debido a que su pequeña población total, estimada en 250 a 1000 individuos maduros, se sospechaba estar en decadencia moderadamente rápida debido a la destrucción y degradación de su hábitat preferencial en su ya pequeña y fragmentada zona de distribución. Sin embargo, en nueva evaluación en 2020, fue calificado como casi amenazada por considerar que su distribución  no está tan fragmentada y que ocurre en diversos locales, varios de ellos protegidos.

## Sistemática

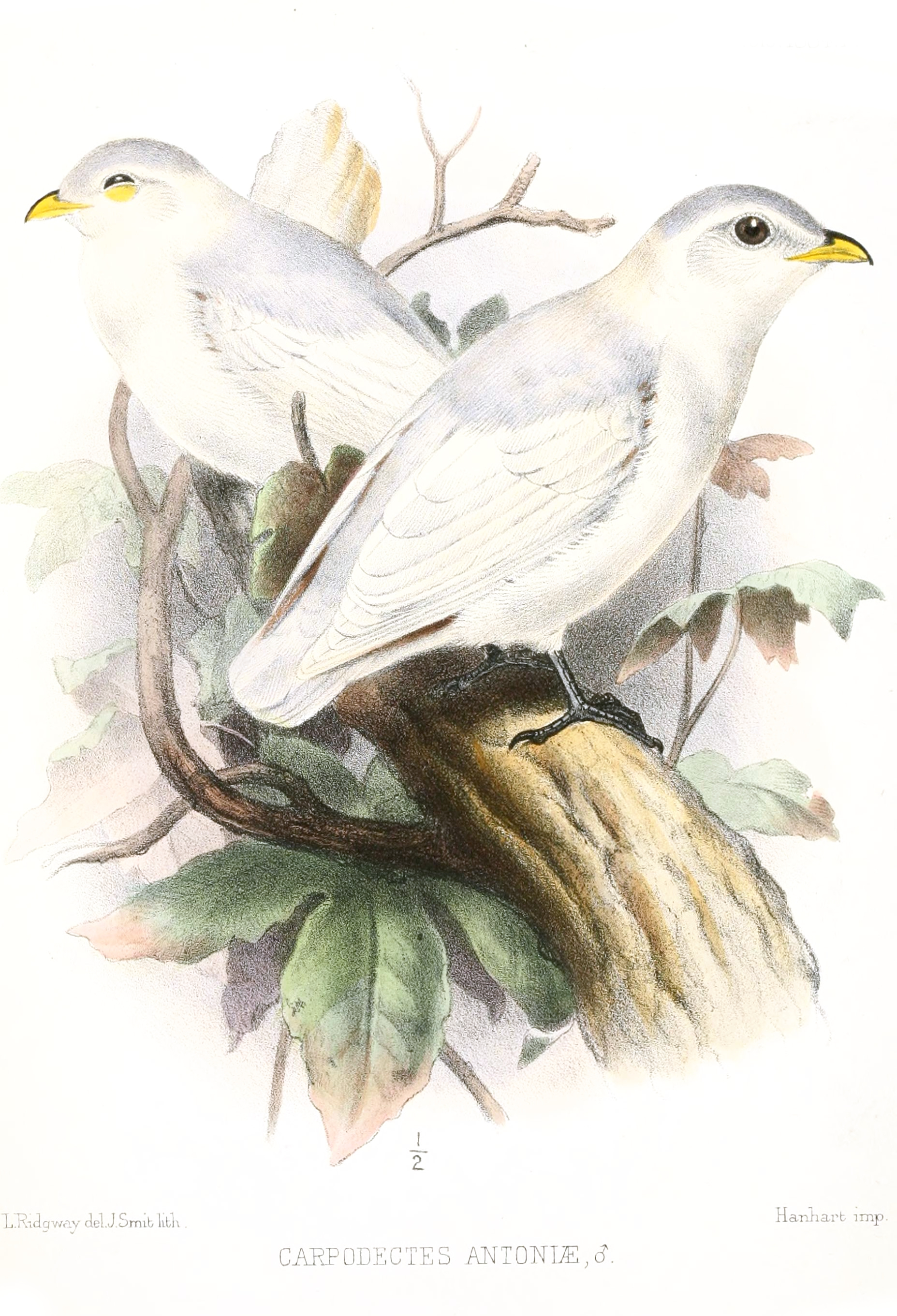
Carpodectes antoniae (macho y hembra), ilustración de John L. Ridgway y Joseph Smit, para The Ibis, 1884.

### Descripción original
La especie C. antoniae fue descrita por primera vez por el ornitólogo estadounidense Robert Ridgway en 1884 bajo el mismo nombre científico; su localidad tipo es: «Pirris, suroeste de Costa Rica.».

### Etimología
El nombre genérico masculino «Carpodectes» se compone de las palabras  del griego «karpos» que significa ‘fruta’, y «dēktēs» que significa  ‘picador’; y el nombre de la especie «antoniae», conmemora a Antonia Zeledón, hermana del ornitólogo y recolector costarriqueño José Castulo Zeledón.

### Taxonomía
Los datos genéticos indican que esta especie es hermana de Carpodectes nitidus y el par formado por ambas es hermano de Carpodectes hopkei; las tres ya fueron consideradas conespecíficas. Es monotípica.